# Trón

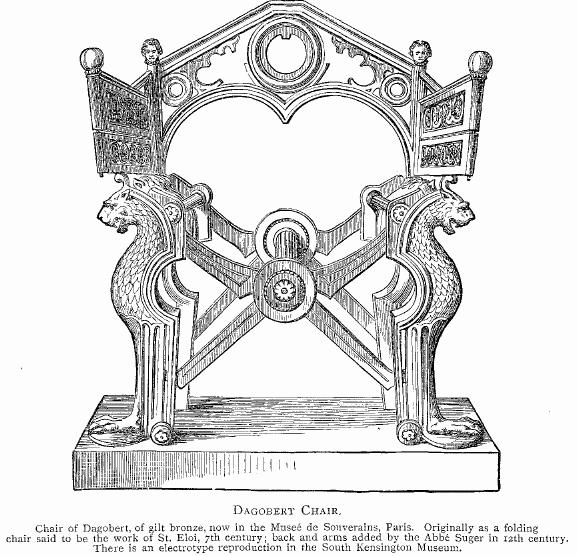
I. Dagobert trónja (bronz), a Párizs környéki saint-denis-i székesegyház kincstárában

A trón (vagy trónus) általában baldachinos emelvényen álló díszes szék. A rajta ülő személy méltóságát és hatalmát hivatott jelképezni.

## Története
A görög történelem korai korszakában az istenek székével azonosították. A jelentése hamarosan jelképes értelmet is kapott, és a trón ettől kezdve azonos lett a világi és a vallási hatalom birtokosával. Az ókorban sokszor díszes műremek volt.
A legrégebben fennmaradt trónt a krétai Knósszoszban készítették Kr.e. 1800 körül. A legcsodálatosabb pedig valószínűleg a delhi pávatrónus, az indiai mogul uralkodók hatalmának jelképe.
A kereszténység megjelenésével Európában még inkább elterjedt a trón. Némelyiket a templom falába építették, mint például a Velence melletti Torcellóban. A pápa trónusa - az úgynevezett "Szent Péter trónja" - hordozható; a 4. században készült tölgyfából és elefántcsontból, majd Giovanni Lorenzo Bernini alakította át a 17. században. Maximianosz ravennai püspök trónusa finom domborművekkel díszített. A Párizs környéki Saint-Denis székesegyházának kincstárában őrzik. I. Dagobert frank király trónusát, amely tulajdonképpen  egy összecsukható bronzszék.